# Haplogruppe F (mtDNA)
Die Haplogruppe F ist in der Humangenetik eine Haplogruppe der Mitochondrien (mtDNA).
Haplogruppe F ist auf Asien beschränkt und kommt in China sowie Japan vor. Sie wurde nicht in Amerika gefunden. Sie ist Nachkomme der Haplogruppe R.

## Stammbaum
Dieser phylogenetische Stammbaum der Subgruppen von Haplogruppe F basiert auf einer Veröffentlichung von Mannis van Oven und Manfred Kayser und anschließender wissenschaftlicher Forschung.
- F
  - F1
    - F1a'c
      - F1a
        - F1a1
          - F1a1a
            - F1a1a1

          - F1a1b
          - F1a1c

        - F1a2
        - F1a3

      - F1c
      - F1b
        - F1b1
          - F1b1a
            - F1b1a1
              - F1b1a1a

            - F1b1a2

      - F1d

  - F2
    - F2a
      - F2a1
      - F2a2
      - F2a3

    - F2b
    - F2c

  - F3 (früher R9a)
    - F3a
    - F3b
      - F3b1

  - F4
    - F4a
      - F4a1

    - F4b